# Veľká Tŕňa
Veľká Tŕňa (in ungherese Nagytoronya) è un comune della Slovacchia facente parte del distretto di Trebišov, nella regione di Košice.